# Đại Đỗ

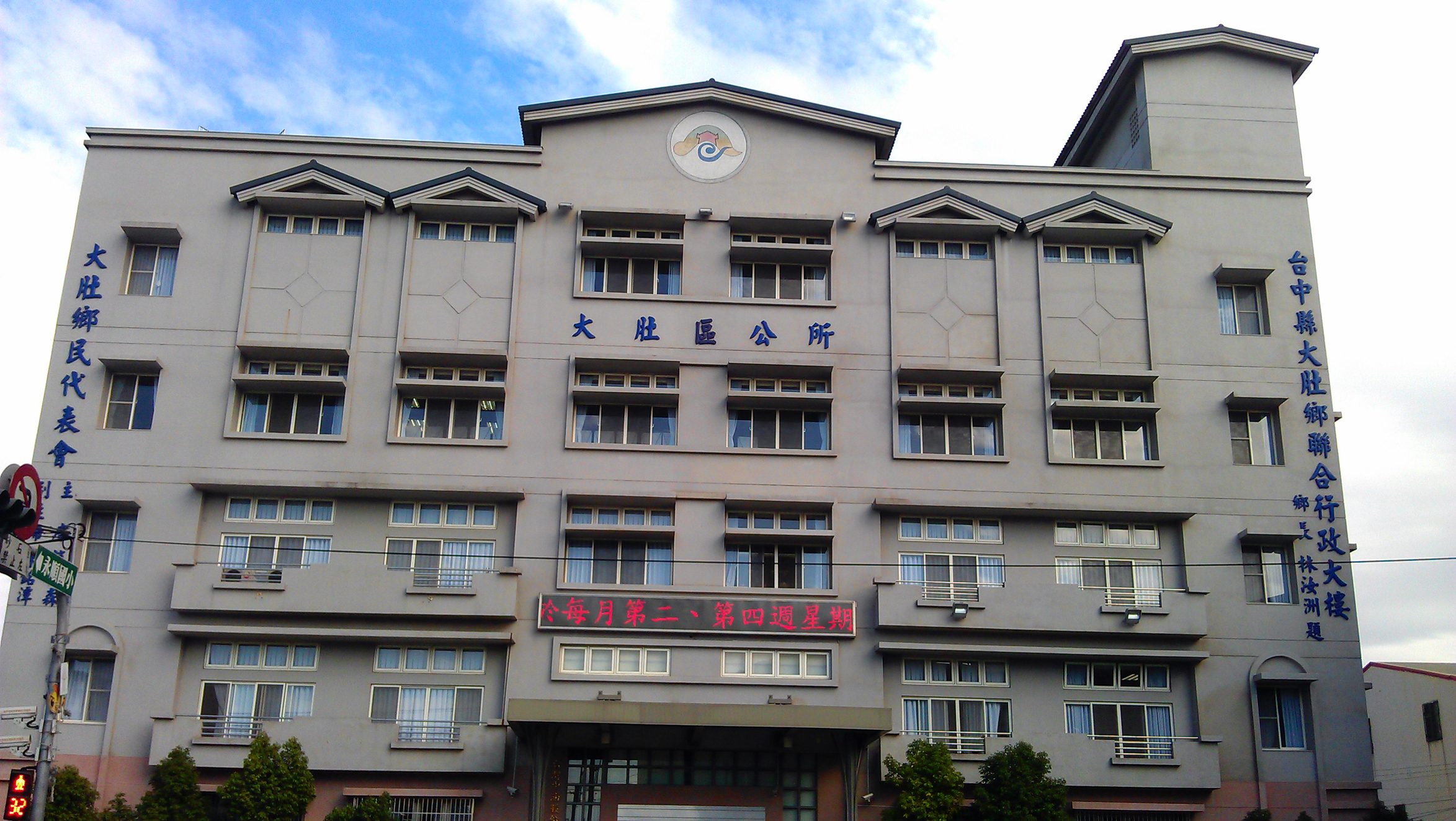
Văn phòng Đại Đỗ Khu

Đại Đỗ (tiếng Trung: 大肚區; bính âm: Dàdù Qū; Bạch thoại tự: Tōa-tō͘-khu) là một khu (quận) của thành phố Đài Trung, Trung Hoa Dân Quốc (Đài Loan). Đại Đỗ từng là kinh đô của Vương quốc Middag do các bộ tộc thổ dân Popora Babuza, Pazeh, và Hoanya thành lập.